# Sint-Kwintenskerk (Aire-sur-la-Lys)
De Sint-Kwintenskerk (Frans: Église Saint-Quentin) is de parochiekerk van de tot de gemeente Aire-sur-la-Lys behorende plaats Saint-Quentin in het Franse departement Pas-de-Calais.
De oudste delen van deze kerk zijn van de 11e eeuw, en de kerk werd in de 16e eeuw ingrijpend vergroot. Ook daarna vonden regelmatig verbouwingen plaats. De stijl is voor het merendeel gotisch en het gebouw heeft twee beuken die uitkomen op een koor dat verlicht wordt door glas-in-loodramen van de 19e eeuw.
De kerk bezit diverse beelden, waaronder een groep die de ondeugden verbeeldt, vanaf de erfzonde.